# کتیا
کتیا (به انگلیسی: CATIA) یک نرم‌افزار طراحی به کمک رایانه، مهندسی به کمک رایانه و ساخت به کمک رایانه است که توسط شرکت داسو سیستمز تولید شده‌است.
شرکت آی بی ام نیز در امور بازاریابی و فروش این نرم‌افزار با داسو سیستمز همکاری دارد.

## تاریخچه
CATIA در سال ۱۹۷۷ توسط شرکت هواپیمایی فرانسوی «Avions Marcel Dassault»، که در آن زمان مشتری نرم‌افزار CADAM برای توسعه هواپیماهای جنگنده Mirage Dassault، توسعه داد. بعدها توسط هوافضا، خودرو، کشتی‌سازی و سایر صنایع تصویب شد.
در ابتدا CATI (conception assee tridimensionnelle تعاملی - فرانسوی برای طراحی سه بعدی سه بعدی با کمک) به نام CATIA تغییر نام داد در سال ۱۹۸۱ هنگامی که Dassault یک شرکت تابعه برای توسعه و فروش نرم‌افزار ایجاد کرد و قرارداد توزیع غیر منحصربه‌فرد توزیع را با IBM امضا کرد.
در سال ۱۹۸۴، شرکت بوئینگ CATIA V2 را به عنوان مهمترین ابزار CAD 3D انتخاب کرد و بزرگ‌ترین مشتری آن بود.
در سال 1988 CATIA V3 از رایانه‌های اصلی به یونیکس منتقل شد.
در سال ۱۹۹۰، شرکت General Dynamics Electric Boat Corp کاتیا را به عنوان مهم‌ترین ابزار 3D CAD خود برای طراحی زیردریایی کلاس ویرجینیا نیروی دریایی ایالات متحده انتخاب کرد. همچنین، از سال ۱۹۷۸، لاکهید سیستم CADAM خود را در سراسر جهان از طریق کانال آی‌بی‌ام به‌فروش رساند.
در سال 1992 CADAM از IBM خریداری شد و CATIA CADAM V4 سال بعد منتشر شد.
در سال ۱۹۹۶، از یک تا چهار سیستم عامل یونیکس از جمله IBM AIX , Silicon Graphics IRIX , Sun Microsystems SunOS و Hewlett-Packard HP-UX منتقل شد.
در سال ۱۹۹۸، نسخه V5 منتشر شد و یک نسخه کاملاً بازنویسی از CATIA با پشتیبانی از یونیکس، ویندوز NT و ویندوز XP (از سال ۲۰۰۱) بود.
در سال‌های پیش از سال ۲۰۰۰، مشکلات ناشی از ناسازگاری بین نسخه‌های CATIA (نسخه ۴ و نسخه ۵) به علت سال‌ها تأخیر پروژه در تولید ایرباس A380 به هزینه ۶٫۱ میلیارد دلار رسید.
در سال 2008 Dassault Systèmes CATIA V6 را عرضه کرد. در حالی که سرور می‌تواند در مایکروسافت ویندوز، لینوکس یا AIX اجرا شود، پشتیبانی مشتری برای هر سیستم عامل غیر از مایکروسافت ویندوز حذف شد.
در ماه نوامبر ۲۰۱۰، Dassault Systèmes CATIA V6R2011x، آخرین نسخه PLM2.0 پلت فرم را راه اندازی کرد، در حالی که همچنان به پشتیبانی و بهبود نرم‌افزار CATIA V5 خود ادامه می‌داد.
در ماه ژوئن سال ۲۰۱۱، Dassault Systèmes V6 R2012 را راه اندازی کرد.
در سال ۲۰۱۲، Dassault Systèmes V6 2013x را راه اندازی کرد.
در سال ۲۰۱۴، Dassault Systèmes راه اندازی 3DEXPERIENCE Platform R2014x و CATIA در ابر، یک نسخه ابر از نرم‌افزار خود را راه اندازی کرد و بسیاری از شرکت‌های بزرگ جهان مانند بوئینگ، ایرباس، آئودی و… از استفاده‌کنندگان این نرم‌افزار به‌شمار می‌روند.

## دربارهٔ نرم‌افزار

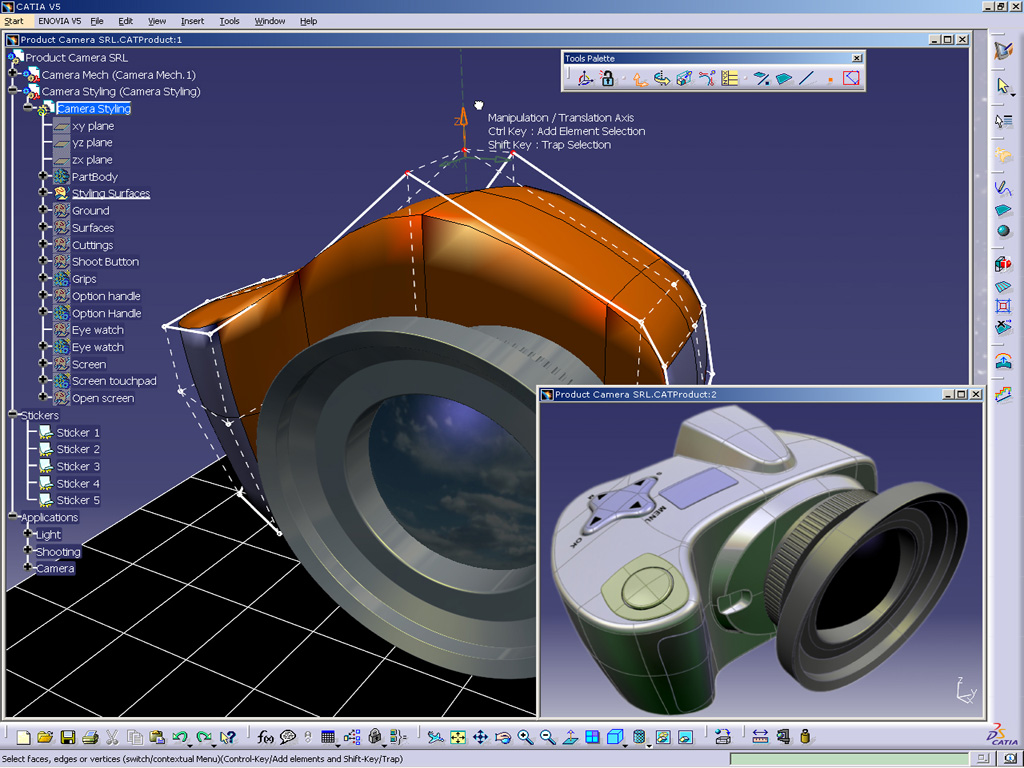
تصویری از فضای کاری در نرم‌افزار

این نرم‌افزار یکی از قوی‌ترین نرم‌افزارها در زمینه CAD و CAM می‌باشد و در زمینه CAE به کمک نرم‌افزار مکمل خود یعنی Abaqus (آباکوس)کامل می‌شود. البته در سال‌های ۲۰۱۳ به بعد شرکت داسو سیستم نسخه جدید در قالب شبکه این نرم‌افزار را با نام 3DEXPERIENCE در آپدیت کتیا ورژن ۶ روانه بازار کرده‌است که از قابلیت‌هایی مانند توانایی کار در شبکه این نرم‌افزار برخوردار شد.

## ویژگی‌های نرم‌افزار
1. هوشمندی در به‌کارگیری دستورها بعد از اجرای هر دستور، دستورها زیر مجموعه آن فعال می‌شود.
2. مراحل ایجاد ترسیم به شکل نمودار درختی قابل مشاهده و به هر مرحله می‌توان مراجعه کرد و تغییرات مورد نظر را به آن بخش اعمال نمود.
3. نرم‌افزار کتیا توانایی ترسیم و تحلیل در اکثر گرایش‌های فنی مانند:

مکانیک، عمران، تأسیسات، برق صنعتی، الکترونیک، و… را دارد.
1. ویژگی ساخت مدل‌های مرکب از سطوح و حجم‌ها
2. ویژگی به شکل مجموعه بودن (مجموعه‌ای از توانایی‌ها)
3. نگهداری تاریخچه تغییرات ایجاد شده بر روی مدل

این ویژگی سبب می‌شود که در این نرم‌افزار بتوان عملیات را به قبل برگرداند یا عملیاتی را حذف یا بی‌اثر کرد.

## توانایی‌های دیگر نرم‌افزار
از توانایی‌های دیگر آن در قسمت قطعات مکانیکی، با تولید G-code می‌توان به دستگاه‌های تراشکاری cnc و یا پرینتر سه بعدی متصل تا قطعه ساخته شود. مدل‌سازی قطعات ساده تا پیچیده از ماوس گرفته تا بدنه خودرو و هواپیما در این نرم افزار قابل طراحی است. همچنین شرکت‌های هواپیماسازی همچون بوئینگ و شرکت‌های خودروسازی همچون فورد و نیسان نیز از این نرم‌افزار به‌طور گسترده‌ای استفاده می‌کنند.
1. محیط‌های مدل‌سازی (Solid Model یا Part design):این قسمت که در زیر مجموعه ماژول Mechanical Design قرار دارد برای مدل کردن قطعات توپر (Part , Solid) ، مجموعه مونتاژی(Assembly Design) و طراحی قالب (Mold Tooling Design)و طراحی مدل‌های ورق کاری (Sheetmetal)، نقشه‌کشی صنعتی، تلورانس‌گذاری و… استفاده می‌شود.
2. مدل‌سازی سطوح(Generative Shape Design): این قسمت علاوه بر ساخت سطوح پیچیده قابلیت انجام مدل‌سازی روی ابر نقاط و فایل‌های حاصل از اسکن سه بعدی را نیز دارا است.
3. محیط ماشین‌کاری(Machining): پس از ساخت مدل به کمک قابلیت‌های محیط ماشین‌کاری به راحتی می‌توان عملیات ماشین‌کاری مورد نیاز برای تهیه قطعه مدل شده از روی قطعه خام را تعریف کرده و هر مرحله از ماشین‌کاری را به صورت متحرک (انیمیشن) مشاهده کنید.
4. محیط تحلیل المان محدود: به کمک قابلیت‌های این محیط می‌توانید قطعات و مدل‌های مونتاژی ساخته شده در این نرم‌افزار را تحلیل کرده و مواردی مانند تغییر شکل، توزیع تنش و… را در آن‌ها بدست آورد.
5. طراحی و تحلیل مکانیزم‌ها(DMU Kinematics): به کمک این قابلیت از نرم‌افزار Catia می‌توانید پس از تعریف اتصالات بین اجزای مختلف مکانیزم، حرکت مکانیزم را مشاهده کرده و آن را تحلیل کنید.

یکی از مهم‌ترین قابلیت‌های این نرم‌افزار این است که به کاربر اجازه می‌دهد به راحتی که از یک محیط کاری به محیط کاری دیگر منتقل گردد. به عنوان مثال شما پس از این که در محیط Digitized Shape Editor از یک ابر نقاط اسکن تهیه کردید به راحتی می‌توان در محیط Generative Shape Design یا Free Style از آن Surface تهیه کنید. 

از این نرم افزار می توان برای پرینت سه بعدی قطعات هم استفاده کرد.چنانچه فایلی با فرمت STL ذخیره گردد نرم افزارهای مناسب پرینت سه بعدی مانند Simplify3D و یا Cura می توانند قطعه را پرینت کنند. 

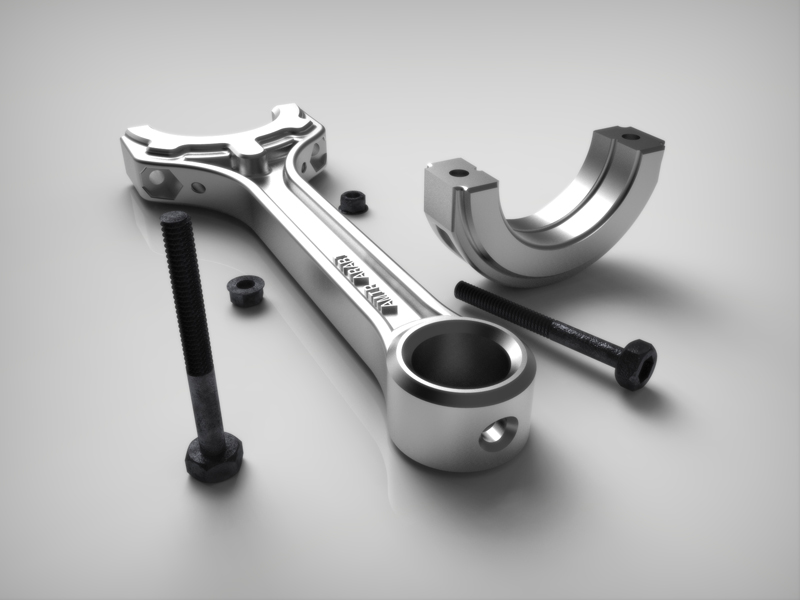
قطعه طراحی شده توسط نرم‌افزار

## محیط‌های کاری نرم‌افزار
1. محیط‌های مدل‌سازی: این قسمت که در زیر مجموعه ماژول Mechanical Design قرار دارد برای مدل کردن قطعات توپر (Solid) و مجموعه مونتاژی و طراحی قالب و طراحی مدل‌های ورق‌کاری (Sheetmetal)، نقشه‌کشی صنعتی، تلرانس‌گذاری و … استفاده می‌شود.
2. مدل‌سازی سطوح: این قسمت علاوه بر ساخت سطوح پیچیده قابلیت انجام مدلسازی روی ابر نقاط و فایلهای حاصل از اسکن سه بعدی را نیز دارا است.
3. محیط ماشین‌کاری: پس از ساخت مدل به کمک قابلیتهای محیط ماشین‌کاری می‌توان عملیات ماشین‌کاری مورد نیاز برای تهیه قطعه مدل شده از روی قطعه خام را تعریف کرده و هر مرحله از ماشین‌کاری را به صورت متحرک (انیمیشن) مشاهده کنید.
4. محیط تحلیل المان محدود: به کمک قابلیتهای این محیط می‌توانید قطعات و مدل‌های مونتاژی ساخته شده در این نرم‌افزار را تحلیل کرده و مواردی مانند تغییرشکل، توزیع تنش و … را در آن‌ها بدست آورد.
5. طراحی و تحلیل مکانیزمها: به کمک این قابلیت از نرم‌افزار Catia می‌توانید پس از تعریف اتصالات بین اجزای مختلف مکانیزم حرکت مکانیزم را مشاهده کرده و آن را تحلیل کنید.